# Luperomorpha
Luperomorpha es un género de escarabajos de la familia Chrysomelidae. El género fue descrito científicamente primero por Weise en 1887.

## Especies
Esta es una lista de especies perteneciente a este género:
- Luperomorpha arabica Doguet, 1979
- Luperomorpha clypeata (Wang, 1992)
- Luperomorpha dilatata Wang, 1992
- Luperomorpha fulvicornis Medvedev, 1996
- Luperomorpha hirsuta Medvedev, 1997
- Luperomorpha josifovi Gruev, 1994
- Luperomorpha laosensis Kimoto, 2000
- Luperomorpha lushuiensis Wang, 1992
- Luperomorpha maculata Wang, 1992
- Luperomorpha mindanaensis Medvedev, 1993
- Luperomorpha minuta Kimoto, 2000
- Luperomorpha minutissima Medvedev, 2001
- Luperomorpha nepalensis Medvedev, 1984
- Luperomorpha nepalensis Medvedev, 1990
- Luperomorpha nepalica Kimoto, 2001
- Luperomorpha philippina Medvedev, 1996
- Luperomorpha schmidti Medvedev, 2004
- Luperomorpha singhala Kimoto, 2003
- Luperomorpha tristis Medvedev, 1996
- Luperomorpha viridis Wang, 1992
- Luperomorpha zaitzevi Medvedev, 2001